# God of War (jeu vidéo, 2018)
Pour la série, voir God of War (série). Pour le jeu vidéo de 2005, voir God of War (jeu vidéo, 2005).
God of War est un jeu vidéo d'action-aventure développé par Santa Monica Studio et publié par Sony Interactive Entertainment. Sorti le 20 avril 2018 sur PlayStation 4, le jeu est étendu sur Windows le 14 janvier 2022. Huitième opus de la série, il est le huitième par ordre chronologique et la suite de God of War III. Contrairement aux opus précédents qui étaient basés sur la mythologie grecque, God of War est cette fois inspiré de la mythologie nordique et prend place dans l'ancienne Scandinavie au sein du royaume de Midgard. Pour la première fois de la série, ce jeu voit apparaître deux protagonistes : Kratos, l'ancien dieu grec de la Guerre, qui reste encore le seul personnage jouable ; et son fils, Atreus. Après la mort de Faye, la seconde femme de Kratos et mère d'Atreus, père et fils partent à l'aventure afin de respecter sa dernière volonté : disperser ses cendres du plus haut sommet de tous les royaumes. Au cours de l'aventure, ils sont confrontés aux monstres et aux dieux du monde nordique tandis que Kratos tente de dissimuler son sombre passé à Atreus, qui ignore sa nature divine.
Décrit par Cory Barlog comme une réinvention de la franchise, cet opus a un véritable changement dans le gameplay. Kratos utilise désormais une hache magique en tant qu'arme principale à la place des Lames du Chaos, introduites cette fois plus tard au cours du récit. God of War utilise également une vue au-dessus de l'épaule du personnage au lieu de la caméra fixe des jeux précédents. Les nouveautés incluent aussi des éléments de jeux de rôle et Kratos est maintenant assisté au combat grâce à l'intelligence artificielle. La majorité de l'équipe de développement du jeu de 2005 a travaillé sur cet opus et l'a conçu afin qu'il soit accessible pour tous. Un jeu vidéo textuel ainsi qu'une application mobile sont apparus en même temps que la sortie de God of War, apportant plus d'informations sur l'univers nordique du jeu. Pour la première fois de la série, Kratos est désormais incarné par Christopher Judge et non plus par Terrence C. Carson (en) comme dans les opus précédents.
God of War a reçu un avis positif de l'ensemble des critiques et fut loué pour son histoire, son univers, sa direction artistique, sa musique, ses visuels, son système de jeu ainsi que ses personnages, notamment la relation entre Kratos et Atreus. Pour beaucoup, le jeu donne une nouvelle dynamique à la série sans perdre pour autant l'identité fondamentale de ses prédécesseurs. Il est considéré comme l'un des meilleurs jeux de tous les temps, ayant été nommé par de nombreux médias comme le Jeu de l'Année 2018. En termes de ventes, le jeu s'est vendu à plus de 5 millions d'exemplaires un mois après sa sortie et à plus de 23 millions d'exemplaires en novembre 2022, faisant de lui l'un des jeux les plus vendus de l'histoire de la PlayStation 4. Un roman associé au jeu est sorti en août 2018, suivi d'une série de bandes-dessinées publiée entre 2018 et 2021. Une série télévisée est actuellement en production pour Amazon Prime Video. Une suite à cet opus, God of War Ragnarök, sort en novembre 2022.

## Trame

### Univers
Alors que les sept premiers jeux étaient basés sur la mythologie grecque, cet opus est inspiré de la mythologie nordique et prend place plus de 150 ans après les évènements de God of War III (2010). Six des neuf royaumes de la mythologie nordique peuvent être explorés. La majorité du jeu se passe dans l'ancienne Scandinavie au sein du royaume de Midgard. D'autres royaumes sont visités au cours du jeu : Alfheim, le foyer des elfes noirs et blancs ; Helheim, la terre des morts ; et Jötunheim, la terre des géants. Niflheim, un royaume de brume empoisonnée, et Muspellheim, un royaume de flammes, peuvent être explorés au choix. Quant à Asgard, le royaume des dieux Ases, Vanaheim, le royaume des dieux Vanes, et Svartalfheim, le royaume des Nains, leur accès a été bloqué par Odin, le roi d'Asgard et des dieux Ases. Au centre des royaumes se trouve l'arbre mythologique Yggdrasil, qui connecte tous les royaumes entre eux. Bien que chacun des royaumes soit un monde différent et séparé des autres, ils font partie du même univers. Le voyage entre les royaumes est possible grâce à l'utilisation du Bifröst, à partir d'une racine d'Yggdrasil au sein du temple de Týr. Le temple a été créé par son homonyme, Týr, le dieu nordique de la Guerre qui a voyagé dans d'autres contrées et appris au sujet de leurs mythologies respectives. 

### Personnages
Les protagonistes principaux sont Kratos (maintenant incarné par Christopher Judge) et son fils, Atreus (Sunny Suljic). Kratos est l'ancien Dieu grec de la Guerre. Après les évènements de God of War III, il a rencontré sa seconde femme, Faye, mais celle-ci meurt d'une cause inconnue avant le début du jeu. Parmi les autres personnages centraux figurent Mímir (Alastair Duncan), l'homme le plus intelligent du monde ; Freya, une déesse Vane, ancienne Reine des Valkyries et ex-femme d'Odin ; et les frères Huldres, Brok (Robert Craighead) et Sindri (Adam Harrington), un duo de nains forgerons qui assistent Kratos et Atreus en leur fabriquant de l'équipement et qui ont forgé Mjöllnir et la hache Léviathan, l'arme de Kratos qui appartenait au départ à Faye.
Le principal antagoniste du jeu est le Dieu ase Baldur (Jeremy Davies), le fils d'Odin et de Freya. Celle-ci, après avoir appris la mort de son fils d'une prophétie, a utilisé un sort d'invulnérabilité sur Baldur, qui empêche celui-ci de ressentir la douleur ou le plaisir. À cause des effets du sort, Baldur ressent un immense mépris pour sa mère. La seule chose capable de le blesser est le gui, quelque chose que Freya garde secret. Parmi les autres personnages figurent Magni (Troy Baker) et Modi (Nolan North), les fils de Thor qui assistent Baldur dans la traque de Kratos et qui servent d'antagonistes secondaires ; Athéna (Carole Ruggier), dont l'esprit vient hanter Kratos ; et Zeus (Corey Burton), qui apparaît en tant qu'illusion à Helheim.

### Intrigue
Plusieurs années après avoir vaincu les dieux Olympiens, Kratos vit dans le royaume de Midgard avec sa nouvelle famille. Après la mort de Faye, sa femme, il prépare un bûcher funéraire pour elle avec leur fils, Atreus. Ils partent ensuite chasser et, en rentrant, un étranger aux pouvoirs divins frappe à la porte de leur maison. Celui-ci, semblant connaître Kratos, le provoque en duel. Au terme d'un combat intense, le Spartiate brise la nuque de l'étranger avant de partir à l'aventure avec Atreus, dans l'objectif d'honorer la dernière volonté de Faye : disperser ses cendres du plus haut sommet de tous les royaumes. Sur leur route, ils font la connaissance de Brok, un Nain forgeron qui affirme avoir créé la hache de Kratos avec son frère. Plus tard, ils rencontrent une mystérieuse sorcière dans les bois en voulant chasser l'un de ses sangliers. Cette sorcière reconnaît rapidement la nature divine de Kratos, qui l'aide à soigner son animal. Devinant également que celui-ci cache sa véritable identité à son fils, elle l'exhorte à lui révéler avant de le mettre en danger mais Kratos refuse.
Père et fils continuent leur quête jusqu'au lac des Neuf, où ils tombent sur Jörmungandr, le Serpent-monde. Examinant le temple de Týr, au centre du lac, ils se dirigent ensuite vers la montagne où ils rencontrent Sindri, le frère de Brok avec qui il est en froid. Continuant leur ascension, leur chemin est bloqué par une fumée noire impénétrable et la Sorcière des bois leur indique que seule la lumière d'Alfheim leur permettra de dissiper ce brouillard. Les guidant au temple de Týr, elle les accompagne à Alfheim, le royaume des elfes. Mais avant de pouvoir les aider davantage, elle est rappelée à Midgard par un sort. Se dirigeant vers la lumière, Kratos et Atreus sont témoins de la guerre que se livrent les elfes blancs et les elfes noirs. Ils libèrent la lumière du contrôle des elfes noirs et Kratos entre seul dans la lumière. Il y aperçoit des illusions avant d'en être tiré par Atreus. En sortant du temple, père et fils aperçoivent des elfes blancs entrer dans le temple avant d'être attaqués par Svartáljǫfurr, le roi des elfes noirs. Kratos le tue avant de retourner à Midgard avec Atreus.
Après avoir dissipé la fumée noire avec la lumière récupérée à Alfheim, Kratos et Atreus continuent leur ascension de la montagne où ils sont attaqués par un dragon. Ils chassent l'animal, sauvant Sindri par la même occasion. Le nain leur offre des flèches de gui en cadeau. Atteignant le sommet de la montagne, ils sont témoins d'une discussion entre le dieu étranger, que Kratos croyait avoir tué et qui se révèle être Baldur, et Mímir, surnommé l'homme le plus intelligent qui soit. Baldur est cette fois accompagné de Magni et Modi, les fils de Thor, et demande à Mímir où se trouve Kratos et son fils. Mais celui-ci refuse de parler avec eux. Après le départ de Baldur et de ses neveux, Kratos décide de faire la rencontre de Mímir, emprisonné dans un arbre magique depuis plus de 100 ans. Révélant leur objectif de disperser les cendres de Faye du plus haut sommet de tous les royaumes, Kratos et Atreus apprennent que le sommet ne se trouve pas à Midgard mais à Jötunheim, le royaume des Géants. Mais ceux-ci ont détruit la plupart des accès à leur monde et protéger le dernier pont à l'aide d'une rune secrète.
Mímir est prêt à les aider et demande à Kratos de lui couper la tête avant de la faire ressusciter car il lui est impossible de se libérer de l'arbre dans lequel il est emprisonné. Kratos prévient Mímir qu'il mourra s'il échoue à le faire ressusciter mais celui-ci préfère la mort à la torture qu'il subit quotidiennement depuis plus d'un siècle. Avant de mourir, Mímir conseille à Kratos de dire la vérité à son fils au sujet de leur véritable nature. Après l'avoir décapitée, Kratos emmène la tête de Mímir à la Sorcière des bois qui reconnaît immédiatement l'ancien conseiller d'Odin. Elle demande à Atreus de brûler les flèches de gui que Sindri lui a offertes et ressuscite la tête de Mímir avec un sort. Celui-ci reconnaît alors la sorcière, qui se révèle être Freya. Apprenant la nature divine de celle-ci, Kratos est méfiant et s'en va. Aidés par les instructions de Mímir, Kratos et Atreus partent à la recherche d'un burin magique et d'une rune afin d'ouvrir le pont vers Jötunheim.
Se dirigeant vers le cadavre de Thamur, un immense Géant tué par Thor, Kratos fait tomber son marteau gigantesque sur l'immense couche de glace qui recouvre le burin qu'ils recherchent. Leur manque de discrétion attire la venue de Magni et Modi, qui sont là pour les capturer. Au cours du combat qui s'ensuit, Kratos tue Magni d'un coup de hache, incitant Modi à fuir. Le groupe récupère le burin magique et se dirige ensuite dans le tombeau de Týr, situé sous le temple. Venus pour récupérer la rune qui leur permettra d'ouvrir le pont vers Jötunheim, le groupe est attaqué par Modi, qui s'en prend à Kratos par surprise pour venger son frère. Atreus tente de l'aider en faisant exploser sa colère mais s'évanouit soudainement. Kratos s'énerve à son tour et prend l'avantage sur Modi, qui fuit de nouveau. Il s'empresse ensuite d'emmener Atreus à Freya pour qu'elle le soigne. Celle-ci lui demande un ingrédient particulier pour sa potion : le cœur du gardien du Pont des Damnés, à Helheim.
Avant de se rendre avec Mímir dans le royaume des morts, Kratos fait une escale chez lui pour y récupérer les Lames du Chaos afin de lutter contre les créatures insensibles au froid de sa hache. Les enchaînant autour de ses bras, Kratos est provoqué par l'esprit d'Athéna qui le traite de monstre. Se rendant à Helheim, il bat le gardien du Pont des Damnés avant de lui arracher le cœur, tout cela sous les yeux de Hræsvelgr. Il a ensuite une vision de Zeus dans le paysage, révélant à Mímir qu'il s'agit de son père. Celui-ci comprend alors qui est vraiment Kratos et pourquoi il n'a pas révélé sa nature divine à Atreus. Il lui conseille tout de même de la lui dévoiler avant de le perdre. Il ramène le cœur du gardien à Freya, qui soigne Atreus avec sa potion. Elle révèle à Kratos qu'elle a un fils et qu'elle ne l'a pas vu depuis une éternité à cause de choix égoïstes qu'elle a pris par le passé. C'est les larmes aux yeux qu'elle demande à Kratos de ne pas commettre la même erreur vis-à-vis d'Atreus.
Celui-ci réveillé, Kratos retourne avec son fils et Mímir en direction du tombeau de Týr. Il révèle à Atreus qu'ils sont tous les deux des dieux. Dans le tombeau, ils découvrent des trésors issus d'autres contrées, y compris la Grèce. La rune qu'ils sont venus chercher se grave sur les bras d'Atreus et le groupe repart vers la montagne. En chemin, ils croisent de nouveau Modi, en sale état après avoir battu par Thor pour ne pas avoir vengé la mort de Magni. Devenu arrogant depuis qu'il est au courant de sa vraie nature, Atreus achève un Modi insolent avant d'être réprimandé par son père, qui sait quelles sont les conséquences de tuer un dieu. Atteignant de nouveau le sommet de la montagne, ils ouvrent le pont vers Jötunheim avec la rune mais ils sont attaqués par Baldur. L'affrontement entre Kratos et le dieu nordique détruit le dernier accès vers Jötunheim et Atreus, provoqué par l'insolence de Baldur et le désir de protection de son père, immobilise Kratos et attaque Baldur. Mais le jeune dieu est trop faible et se fait kidnapper par le dieu nordique qui le transporte à dos de dragon.
Kratos se lance à leur poursuite et continue l'affrontement contre Baldur sur le dragon. Le fils d'Odin parvient à jeter Kratos dans le vide, qui écorche le cou du dragon avant de chuter devant le temple de Týr. Baldur, qui comptait emmener Atreus à Asgard, est interrompu par Kratos qui les emmène tous à Helheim. Il réprimande Atreus pour son comportement qui les a conduit dans le royaume des morts. Grâce aux visions qui le tourmentent, Kratos et Atreus apprennent que Baldur est le fils de Freya et qu'il la déteste après qu'elle lui ait jeté un sort d'invulnérabilité, le rendant également incapable de ressentir quoi que ce soit. Prenant un navire pour se rapprocher du temple de Týr, Kratos se fige en revoyant son affrontement final contre Zeus avant d'être interpellé par Atreus, qui le prévient que le navire est au niveau du temple. D'abord choqué que son fils ait aussi vu cette scène, Kratos prend Atreus avec lui et saute du navire pour atterrir dans le temple.
Avant de rentrer à Midgard, ils découvrent dans la chambre d'Odin une fresque de Géant dérobée par le dieu des corbeaux et qui représente Týr qui voyage dans d'autres contrées. Grâce au don de clairvoyance de Mímir, ils découvrent un secret inscrit sur la fresque qui était dissimulé jusqu'alors et qui leur permettra de rejoindre Jötunheim grâce à un accès que Týr a dissimulé. De retour à Midgard, le groupe part voir Brok afin de forger une clé capable d'ouvrir la salle secrète de Týr. Rejoint par Sindri avec qui il se réconcilie, le Nain lui fabrique l'outil. Le groupe rejoint la salle secrète, une salle de passage située sous la salle principale du temple. Kratos retourne le temple afin d'intervertir les deux salles de passages et le groupe découvre la Pierre d'Unité, un artefact dont Týr se servait afin de voyager entre les royaumes. Mímir comprend que le dieu de la guerre s'en servait pour parcourir le monde entre les royaumes sans se perdre. Le groupe part alors dans le monde entre les royaumes et Kratos se précipite dans le vide, avec Atreus et Mímir sur son dos.
La Pierre d'Unité les fait atteindre une plateforme spéciale, avec la tour de Jötunheim. Kratos se sert de la pierre pour ramener la tour à Midgard. Maintenant que le temple permet de voyager à Jötunheim, il faut que le groupe se serve de la clé pour se rendre dans le royaume des Géants : les yeux de Mímir qui possèdent le même pouvoir que ceux de Týr et qui peuvent ouvrir le passage. Cependant, Mímir a eu son deuxième œil arraché par Odin il y a des années et se trouve dans les restes de la statue de Thor, avalée plus tôt par Jörmungandr. Le groupe part dans les entrailles du serpent-monde afin de récupérer le deuxième œil de Mímir mais avant de pouvoir sortir, Jörmungandr est attaqué par Baldur, forçant le serpent à recracher le groupe, rejoint peu après par Freya. Baldur arrive à son tour et s'apprête à attaquer sa mère, avant d'être freiné par Kratos. Le dieu nordique attaque Kratos et Atreus mais les trois sont ralentis par Freya. En voulant protéger son père d'une attaque de Baldur, Atreus est frappé par le fils d'Odin.
En touchant la flèche de gui qu'Atreus portait, Baldur brise le sort d'invulnérabilité de Freya, qui devient désespérée et anime le cadavre de Thamur pour protéger son fils. Alors que Kratos et Atreus sont sur le point de vaincre Baldur, Thamur s'apprête à les geler et Atreus appelle Jörmungandr à la rescousse. Le serpent-monde débarque et se débarrasse de Thamur. Baldur est finalement vaincu mais Kratos résiste à l'envie de le tuer, par respect pour Freya. Il lui ordonne donc de partir et de ne plus jamais les attaquer. Mais Baldur essaie une nouvelle fois de s'en prendre à sa mère et Kratos lui brise alors la nuque. Freya, sauvée mais dévastée par le chagrin, jure de tuer Kratos et le force indirectement à dévoiler son passé à Atreus. Kratos révèle ses origines et le parricide qu'il a commis. Atreus se demande alors ce qu'est réellement un dieu et Kratos le motive à devenir meilleur que lui ou Baldur l'étaient. Freya prend le corps de son fils et s'en va dans la peine.
Kratos et Atreus retournent ensuite dans le temple de Týr pour finir leur voyage. Grâce aux yeux de Mímir, ils ouvrent le passage vers Jötunheim. Ils confient Mímir à Brok et Sindri et explorent le royaume des Géants, qui semble désert. Kratos enlève les bandages sur ses bras qui recouvraient ses cicatrices et, avec son fils, il découvre une immense fresque où il apprend que Faye, de son nom complet Laufey, était une Géante et s'aperçoivent que leur voyage a été prophétisé depuis longtemps. Kratos comprend que Baldur en avait après Faye à leur première rencontre et, à l'abri du regard d'Atreus, découvre un futur où il meurt dans les bras de son fils. Kratos et Atreus atteignent finalement le plus haut sommet de tous les royaumes et dispersent les cendres de Faye. Après les avoir dispersés, Atreus révèle à son père que la fresque le désignait sous le nom de Loki et Kratos lui dévoile que c'est comme ça que sa mère voulait l'appeler à sa naissance et l'appelait par ce nom auprès des siens.
De retour à Midgard, Kratos et Atreus apprennent de Mímir que la mort de Baldur a déclenché le début du Fimbulwinter, l'hiver qui précède le Ragnarök. Avec l'aide d'Atreus et de Mímir, Kratos va affronter et libérer neuf Valkyries de leur forme corrompue : Gunnr (en), Geirdriful, Eir, Kára, Ròta, Olrun, Göndul (en), Hildr et Sigrún, leur reine. Cette dernière révélera au groupe qu'après le bannissement de Freya par Odin, elle a pris sa position de reine des Valkyries. Mais le Père de Tout, toujours insatisfait des Valkyries, leur a jeté un sort qui a corrompu leurs esprits. Sigrún a alors emprisonné ses sœurs avant d'être corrompue à son tour. Elle remercie donc Kratos, Atreus et Mímir de les avoir libérées, elles et les autres Valkyries. Après le combat, Mímir révélera à Kratos que Freya est à la recherche de ses ailes et lui a rendu visite pendant que Kratos et Atreus étaient à Jötunheim, indiquant qu'elle cherche à se venger de la mort de Baldur. Dans une scène post-générique, Kratos, Atreus et Mímir rentrent chez eux pour se reposer. Dans son sommeil, Atreus a une vision de Thor qui vient leur rendre visite à la fin du Fimbulwinter.

## Système de jeu

### Caméra
God of War est comme ses prédécesseurs, un jeu à la troisième personne — à l'exception de God of War: Betrayal — mais l'affichage est différent puisqu'au lieu que ce soit en trois-quarts haut comme les autres épisodes, le jeu se déroule avec Kratos vue de dos. De plus, le jeu propose un plan séquence, sans temps de chargements, une des grandes innovations de la franchise.

### Changement de registre
Si les précédents volets sont des beat-them-all, God of War est davantage un action-aventure avec un aspect RPG grâce à la présence d'un arbre de compétence pour Kratos et Atreus — permettant l'amélioration d'armes et la recherche de capacités runiques afin de leur apporter certaines particularités — et la présence de plusieurs quêtes annexes ayant pour but de rendre des services ou trouver des trésors,. Kratos dispose également d'une armure dont les différents éléments peuvent être fabriqués, achetés ou améliorés et affectent les différentes compétences : force, défense, vitalité, runes, chance et récupération,. Les armes peuvent se voir rajouter des enchantements et avoir différents pommeaux
La carte et les zones à explorer sont beaucoup plus vastes que dans les autres jeux. Un système de voyage rapide est disponible grâce à l'usage de portails.

### Combats
Le Gameplay a aussi été totalement retravaillé. En effet, la première partie du jeu se réalise avec la Hache Léviathan et non plus avec les Lames du Chaos habituelles tandis que Kratos dispose d'un bouclier pour parer et contrer. Atreus et Mimir peuvent indiquer l'attaque d'un ennemi tandis que des flèches de couleurs avertissent de la proximité de ces derniers. Sur commande, Atreus peut également attaquer les ennemis et les étourdir.
Si Kratos meurt, il peut être réanimé si une pierre de résurrection a été achetée.
Le bestiaire du jeu permet notamment d'affronter des trolls, des loups-garous, des draugar ou encore des revenants,.

## Développement

### Contexte

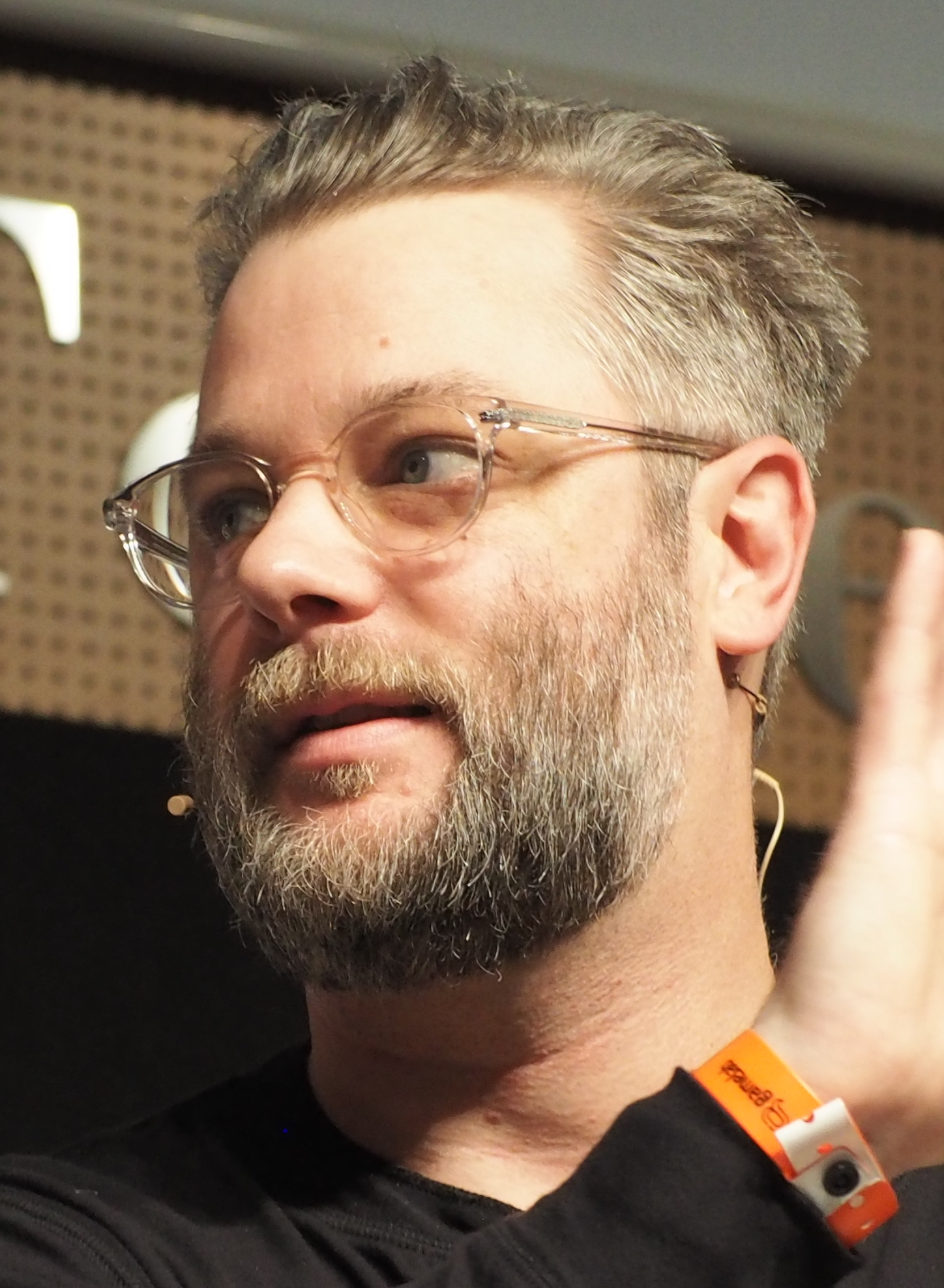
Cory Barlog qui avait travaillé sur les jeux God of War à l'exception de God of War: Ascension, revient en tant que réalisateur et scénariste.

Bien que le septième et précédent volet, God of War: Ascension, sorti en 2013 ait été globalement bien accueilli, il a subi de nombreuses critiques sur son manque d'innovation,.
Le jeu marque le retour de Cory Barlog, parti pour travailler sur divers projets dont le  reboot de Tomb Raider du studio Crystal Dynamics sorti en 2013,. Lors de son premier jour à Penn Station, toute l'équipe était en postproduction pour le jeu Internal 7. Le jeu devait se dérouler dans un univers futuriste avec dès armes, offrant ainsi une proposition différente à la licence God of War,.
Il a été décidé que Santa Monica deviendrait un studio « équipe 1.5 » avec les équipes qui travailleraient sur deux licences sous le même toit et se partagerait leurs ressources,. Courant 2013, de nouveaux bureaux ont été construits avec pour but de s'y installer à l'été 2014
Peu de temps après, une vague de licenciement ainsi que l'annulation de plusieurs projets dont Internal 7 ont frappé le studio,. Shannon Studstill explique que « ça a marqué être la fin d'un rêve ». Tout le planning a également été affecté, l'équipe chargée de God of War a recueilli entre 110 et 120 personnages environ 8 mois avant la date prévue.

### Un changement de cap nécessaire

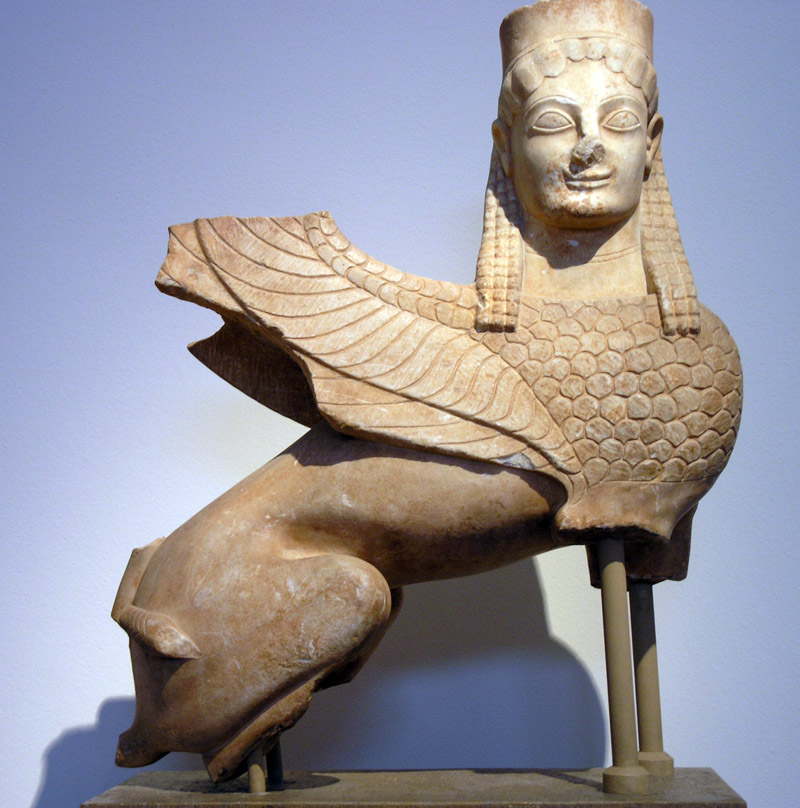
Des concept arts du jeu font appel à la mythologie égyptienne, ici illustrée par le sphinx.

Dès le départ, l'équipe a su qu'elle ne souhaite pas faire un énième God of War. Corey Barlog, influencé par le fait qu'il est devenu père récemment, imagine donc une seconde chance pour le personnage.
Pour relancer la franchise, il est décidé d'ajouter des éléments issus de la mythologie nordique, jugée plus pratique à invoquer que les mythologies égyptienne ou hindoue,.
L'équipe était partagée quant au fait de ramener Kratos, certains ne pensaient pas qu'un personnage comme lui avait sa place dans les jeux de l'époque et que la mythologie grecque était l'essence même de la franchise contrairement à Kratos. Barlog souhaitant voir un retournement dans le personnage, Kratos devait passer de l'anti-héros à un personnage qui compte pour les joueurs,. Atreus est défini comme un bénéfice pour le joueur et non comme un personnage qu'il faut constamment protéger. Pour Jeet Shroff, les personnages d'Elizabeth de BioShock Infinite et de Ellie de The Last of Us ont servi d'inspiration.
S'il cite Sam Mendes, Barlog  mentionne notamment le réalisateur George Miller avec qui il a travaillé sur un jeu avorté Mad Max pour l'écriture et l'évolution de ses personnages,,. Les scénaristes de Lost Planet 3, Matt Sophos et Rich Gaubert ont également participé à l'écriture.

### Réalisation

#### Caméra
Le développement de God of War tient de la gageure : le système inédit de caméra, l'intelligence artificielle à attribuer au personnage d'Atreus ou encore l'interface du système d'artisanat sont des ambitions auxquelles tient le directeur Cory Barlog, mais pour lesquelles il doit sans cesse se battre face à son équipe, persuadée qu'une telle direction pour la franchise n'est pas viable. En effet, le jeu est totalement en plan-séquence, ce qui a nécessité beaucoup de travail, la difficulté étant de contraster les cinématiques et les séquences de gameplay. De plus, le jeu a nécessité de gros travaux d'optimisation afin de tourner à la fois sur les premières PlayStation 4 et les consoles de milieu de génération, à savoir les PS4 Pro et les PS4 Slim.

#### Distribution des rôles

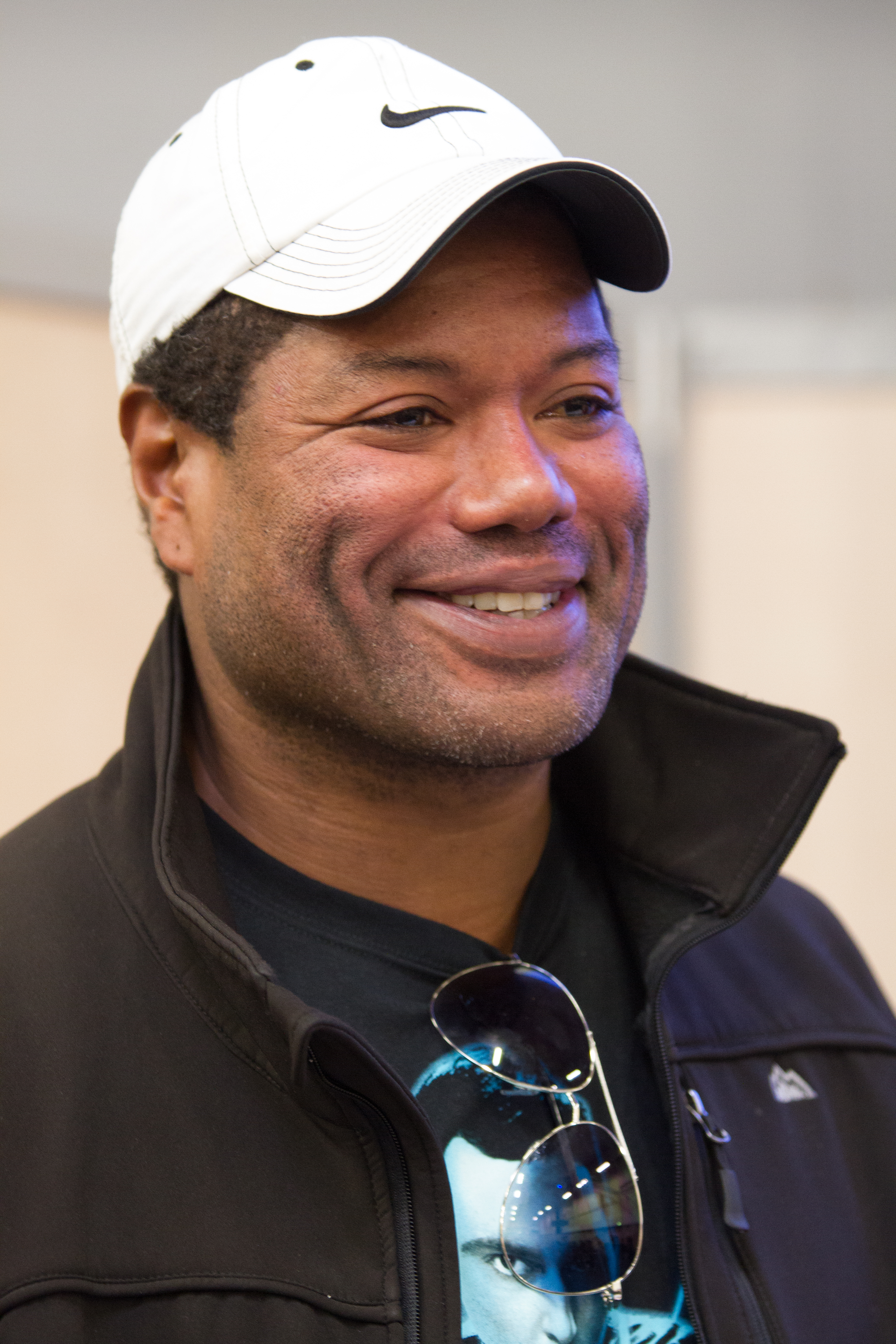
Christopher Judge.

À l'instar d'autres productions Sony comme The Last of Us, les comédiens ont utilisé la capture de mouvement pour faire la majorité de leurs scènes. Sunny Suljic (en), interprète de Atreus, pensait au départ et en voyant le nombre de dialogues, qu'il tournait dans un film. Agé de 12 ans à la sortie du jeu, il est apparu dans quelques projets, dont un épisode de la série Esprits criminels et le film Mise à mort du cerf sacré. C'est d'ailleurs son visage qui a servi de modèle pour le personnage.
Quant à Christopher Judge, il ne souhaitait pas passer d'audition, mais en lisant le script il demande à son agent « Je pensais que c'était un jeu vidéo ? ». Judge est notamment connu du grand public pour son interprétation de Teal'c dans la série Stargate SG-1. Il explique que son audition est la même que pour une série ou un film et qu'il ne comprenait pas « comment ça pourrait être dans un jeu ». Barlog explique que Judge avait rapidement une alchimie avec Suljic et que Judge est massif. Pour les jeux God of War sorti précédemment, l'acteur Terrence C. Carson (en) donnait sa voix à Kratos, tandis qu'un autre comédien était chargé de la capture de mouvement. Barlorg souhaitant que Kratos partage le même comédien pour ces deux procédés, Carson n'a pas été repris car son gabarit ne correspondait pas
Jeremy Davies connu pour avoir joué dans le film Il faut sauver le soldat Ryan ainsi que dans les séries Lost et Justified campe quant à lui Baldur. Alastair Duncan qui interprète Mímir est apparu dans plusieurs séries, et est également l'interprète de Celebrimbor dans les jeux La Terre du Milieu : L'Ombre du Mordor et La Terre du Milieu : L'Ombre de la guerre.
Danielle Bisutti (en) joue Freya tandis que Robert Craighead et Adam J. Harrington (en) jouent respectivement les frères nains Brokk et Sindri. Robert Craighead était déjà apparu dans des jeux vidéo, dont dans le reboot de la franchise Tomb Raider sorti en 2013 dans lequel il joue Mathias.
Grands habitués des jeux vidéo, Nolan North connu entre autres pour jouer Nathan Drake dans Uncharted, et Troy Baker pour jouer Joel Miller dans The Last of Us, interprètent les demi-frères Modi et Magni.
Remplacée par Erin Torpey (en) dans God of War: Chains of Olympus (2008), God of War III (2010) et God of War: Ghost of Sparta (2010), Carole Ruggier (en) reprend une nouvelle fois le rôle de Athéna comme dans le premier et deuxième volet sortis respectivement en 2005 et 2007. Elle n'est pas la seule à revenir, puisque Corey Burton reprend également le rôle de Zeus.

### Musique
La musique, très importante dans le jeu, est composée par Bear McCreary, qui a composé plus pour des films ou des séries comme Battlestar Galactica. Le thème principal du jeu est interprété par la chanteuse féroïenne Eivør Pálsdóttir. La création de la bande-son, très marquante, est un « mythe » car Bear McCreary a composé toute l'ambiance du jeu sur trois notes révélée sur une interview du compositeur sur YouTube et son fameux « boum, boum, boum » devenu virale qui sont les trois sons utilisés, à la fois pour les scènes épiques et pour les scènes plus touchantes où la hauteur des notes sera plus haute.

## Accueil et distinctions

### Distinctions
Comme dit précédemment, ce nouvel opus modernisé a été adulé par la presse et par les joueurs. En effet, 3,1 millions d'exemplaires ont été vendus en 3 jours et a atteint plus de 10 millions de ventes fin 2018. Le titre a remporté de nombreux prix : jeu de l'année 2018 , meilleure réalisation et meilleur jeu d'action-aventure aux Game awards 2018 , jeu de l'année 2018 aux D.I.C.E. Awards, aux British Academy Video Games Awards et aux Game Developers Choice Awards.
Le 4 avril 2019, God of War a été sacré meilleur jeu vidéo de l’année 2018 à la cérémonie annuelle British Academy Video Games Awards.

## Contenus liés

### Raising Kratos
Raising Kratos est un documentaire disponible sur YouTube montrant le processus de développement sur 5 ans du jeu par le studio Santa Monica. Le documentaire a été annoncé le 20 avril 2019 pour le premier anniversaire du jeu, et est sorti le 10 mai 2019.

### Mise en roman
Une mise en roman du jeu a été écrite par James M. Barlog, le père de Cory Barlog. Elle a été publiée le 28 août 2018 par Titan Books. Une version en livre audio est également disponible. Elle est narrée par Alastair Duncan, le comédien qui interprète Mímir dans le jeu.